# Luciano Giorgi
Luciano Giorgi (n. 21 mai 1940, Roccastrada, Toscana, Italia) este un politician italian, președinte al provinciei Grosseto (1970–1980) și senator (1992–1994).